# Reazione del terreno
La reazione del terreno è una proprietà chimica che si identifica con il pH, misurato per via potenziometrica, di una sospensione del campione di terreno in acqua.

## Natura chimica
Il pH è un indice numerico correlato all'acidità, ossia all'attività degli ioni idronio (H3O+) o, secondo una concezione meno appropriata ma più comune, alla concentrazione degli ioni idrogeno (H+):
{\displaystyle pH=\log {\frac {1}{a_{H^{+}}}}=\log {\frac {\text{M}}{[H^{+}]}}}
Il terreno è un sistema acido-base la cui acidità è determinata dal rapporto quantitativo fra ioni idrogeno e ioni ossidrile nella soluzione circolante. Tale rapporto è la risultante di una dinamica in cui concorrono i composti chimici disciolti nell'acqua che arriva al terreno, i materiali che vengono incorporati nel terreno, l'attività biologica delle piante e dei microrganismi e, infine, i fenomeni fisico-chimici di superficie che si sviluppano nell'interfaccia di separazione tra frazione solida e soluzione circolante.
Il pH è fondamentalmente regolato dal complesso dei colloidi del terreno e dalle basi di scambio adsorbite. Il complesso di scambio del terreno, rappresentato dai minerali argillosi e l'humus si comporta come acido debole, ai valori di pH che ordinariamente si riscontrano nei suoli. Indicando con A un sito generico del complesso di scambio, l'equilibrio di dissociazione è rappresentabile con la seguente equazione:
{\displaystyle A-H\rightleftharpoons A^{-}+H^{+}}
Questo equilibrio interagisce con la biosfera del terreno e con gli equilibri acido-base della soluzione circolante: un aumento dell'attività degli ioni idrogeno, dovuto ad esempio al loro rilascio da parte delle radici o all'apporto di sali che danno idrolisi acida, sposta l'equilibrio di dissociazione del complesso di scambio verso sinistra, con l'adsorbimento di ioni idrogeno da parte dei colloidi. Viceversa, una diminuzione dell'attività idrogenionica, dovuta fondamentalmente all'apporto di sali a idrolisi basica, sposta l'equilibrio verso destra, con il rilascio di ioni idrogeno dal complesso di scambio. La formazione delle cariche elettriche negative sulla superficie dei colloidi è alla base della capacità di scambio cationico: le basi di scambio presenti in eccesso nella soluzione circolante saranno adsorbite sul complesso di scambio al posto dell'idrogeno.
A causa di questa complessa dinamica la determinazione del pH del terreno può dare risultati estremamente diversi secondo la procedura adottata per la misura, perciò deve seguire procedure standard in modo da disporre di dati normalizzati correttamente interpretabili.

## Importanza della reazione

Solubilità e assorbimento degli elementi nutritivi in relazione al pH del terreno

La reazione del terreno condiziona diversi aspetti della fertilità, di cui si citano, in particolare, i seguenti:
- Pur con diverse eccezioni, gli elementi nutritivi sono direttamente assimilabili nella loro forma solubile. In altri termini, la maggior parte delle piante assorbe i nutrienti minerali disciolti nella soluzione circolante. Molti di questi elementi sono soggetti ad equilibri acido-base tra una forma solubile e una insolubile, il cui bilanciamento è subordinato al pH; ne consegue che il pH interferisce sull'assorbimento degli elementi nutritivi.
- Il pH interferisce con la capacità di scambio cationico condizionando la proprietà del terreno di trattenere i cationi per adsorbimento: al diminuire del pH la capacità di scambio si riduce a causa della neutralizzazione delle cariche elettronegative da parte degli ioni H+. Ne consegue che a valori di pH piuttosto bassi la dotazione di elementi nutritivi si riduce sensibilmente a causa del più basso potere assorbente.
- Il pH interferisce con il tasso di saturazione in basi e, soprattutto, con la ripartizione percentuale delle basi adsorbite dal complesso di scambio del terreno. A valori di pH molto bassi la struttura del terreno è instabile a causa dell'assenza del calcio nel complesso di scambio, mentre a pH eccessivamente alti (oltre 8,5-9) l'eccessiva presenza del sodio causa la dispersione dei colloidi e la conseguente distruzione della struttura.
- Il pH interferisce con il potere tampone e con gli interventi di correzione: la proprietà di opporsi a brusche variazioni del pH, sia in aumento sia in diminuzione, dipende dalla capacità di scambio e dal tasso di saturazione in basi. Terreni con pH leggermente inferiore alla neutralità mostrano in genere le condizioni migliori, purché abbastanza dotati di colloidi, per opporsi sia all'acidificazione sia all'alcalinizzazione. Terreni con pH anomalo mostrano un potere tampone più alto, ma solo nella direzione che si vorrebbe seguire con la correzione: ad esempio, ad un pH basso il terreno è vulnerabile ai fattori (negativi) di acidificazione mentre si oppone efficacemente ai fattori di alcalinizzazione.
- Il pH influenza l'attività biologica di alcuni gruppi funzionali di microrganismi che intervengono direttamente nei cicli biogeochimici di alcuni elementi (in particolare azoto e zolfo).

## Classificazione dei terreni
La classificazione dei terreni in funzione del pH segue schemi che possono differire leggermente per i limiti di demarcazione delle classi e per la denominazione, ma è sostanzialmente omogenea. Alcune classificazioni sono riportate nella tabella 1.
| Fonte: Giardini (1986)                     | Fonte: Giardini (1986) |
| Denominazione                              | Gamma del pH           |
| ------------------------------------------ | ---------------------- |
| Fortemente acidi                           | meno di 5,5            |
| Acidi                                      | 5,5 - 6,0              |
| Subacidi                                   | 6,0 - 6,8              |
| Neutri                                     | 6,8 - 7,3              |
| Sub-basici                                 | 7,3 - 8,0              |
| Basici                                     | 8,0 - 8,5              |
| Alcalini                                   | oltre 8,5              |
| Fonte: US Department of Agriculture (1993) |                        |
| Denominazione                              | Gamma del pH           |
| Ultra acidi                                | meno di 3,5            |
| Estremamente acidi                         | 3,5 - 4,4              |
| Molto fortemente acidi                     | 4,5 - 5,0              |
| Fortemente acidi                           | 5,1 - 5,5              |
| Moderatamente acidi                        | 5,6 - 6,0              |
| Debolmente acidi                           | 6,1 - 6,5              |
| Neutri                                     | 6,6 - 7,3              |
| Debolmente alcalini                        | 7,4 - 7,8              |
| Moderatamente alcalini                     | 7,9 - 8,4              |
| Fortemente alcalini                        | 8,5 - 9,0              |
| Molto fortemente alcalini                  | oltre 9,0              |
| Fonte: Gessa & Testini (1989)              |                        |
| Denominazione                              | Gamma del pH           |
| Peracidi                                   | meno di 5,3            |
| Acidi                                      | 5,4 - 5,9              |
| Subacidi                                   | 6,0 - 6,7              |
| Neutri                                     | 6,8 - 7,2              |
| Subalcalini                                | 7,3 - 8,1              |
| Alcalini                                   | 8,2 - 8,8              |
| Peralcalini                                | oltre 8,8              |

Come si può osservare, l'acidità si delinea in modo marcato sotto pH 6, l'alcalinità sopra pH 8. Fra questi valori i terreni sono considerati fondamentalmente neutri con un eventuale tendenza verso l'acidità o l'alcalinità. La denominazione delle classi adottata dal Giardini distingue fra due categorie di alcalinità: per quella moderata (pH < 8,5) usa l'aggettivo basico, mentre per quella elevata (pH > 8,5) usa l'aggettivo alcalino. Pur trattandosi, in chimica, di sinonimi, i due aggettivi in questo contesto fanno riferimento a cause nettamente distinte dell'alcalinità, di cui si parlerà più avanti.

## Terreni neutri
Sono terreni neutri quelli che hanno pH prossimo a 7. Per estensione si avvicinano ai terreni neutri anche quelli che hanno reazione leggermente acida o leggermente basica.
I terreni neutri sono i più vocati per l'esercizio dell'agricoltura in quanto la maggior parte delle specie agrarie si adatta in modo ottimale a valori di pH compresi fra 6,5 e 7,5. In questi terreni, infatti, si verificano le migliori condizioni per la nutrizione minerale. Solo alcuni microelementi trovano migliori condizioni per l'assorbimento in ambiente acido (ferro) o basico (molibdeno); rame, zinco, manganese, boro e i macroelementi in generale hanno invece un assorbimento ottimale nei terreni neutri e, secondo i casi, leggermente acidi.
Nei terreni dotati di una buona capacità di scambio cationico il tasso di saturazione in basi è moderatamente alto, perciò alla reazione neutra si ha una buona dotazione di basi di scambio e una ripartizione bilanciata fra ioni monovalenti (potassio) e bivalenti (calcio e magnesio); a questi valori di pH si riduce anche l'antagonismo del calcio nei confronti del potassio.
Il potere tampone è elevato (purché la capacità di scambio sia abbastanza alta) perché nel complesso di scambio sono presenti sia ioni idrogeno da rilasciare in caso di tendenza all'alcalinizzazione, sia basi di scambio in caso di tendenza all'acidificazione. Questa proprietà, tuttavia, si manifesta in modo ottimale in terreni con reazione leggermente acida, in corrispondenza di un grado di saturazione basica del 50%.

## Terreni acidi
Sono considerati terreni a reazione anomala perché il pH scende a valori tali da compromettere la nutrizione minerale delle piante. In generale è tollerabile una leggera acidità, fino al limite di pH 6; al di sotto di questo pH l'anomalia s'intensifica, ma si manifesta in modo palese sotto pH 5-5,5, valori al di sotto dei quali la maggior parte delle specie agrarie trova difficoltà, se non addirittura condizioni proibitive che ne pregiudica la coltivazione.
La reazione acida del terreno è dovuta ad una carenza di basi che si traduce in un eccesso di ioni H+ nella soluzione circolante e nel complesso di scambio. Le cause di questa carenza sono molteplici e variano secondo le condizioni ambientali:
- Origine litologica: l'acidità è dovuta ad un elevato tenore in silice delle rocce che hanno originato il suolo. Sono ad esempio tipicamente acidi i suoli originati da rocce granitoidi e porfiriche.
- Origine climatica: l'acidità è dovuta al sistematico dilavamento delle basi in climi piovosi;
- Origine organica: l'acidità è dovuta all'accumulo di acidi umici a causa delle temperature moderatamente basse e del clima piovoso.

Va inoltre detto che il terreno è soggetto ad una lenta acidificazione biologica causata dalle piante, che assorbono in misura maggiore le basi rilasciando nella soluzione circolante ioni idrogeno.
L'aumento dell'acidità si riflette su tre aspetti fondamentali della fertilità.
Il primo consiste nella minore dotazione in elementi nutritivi. Gli ioni idrogeno e l'alluminio hanno una maggiore affinità nei confronti del complesso di scambio rispetto ai cationi dei metalli alcalini e alcalino-terrosi. Al diminuire del pH, l'aumento dell'attività degli ioni idrogeno esercita un antagonismo nell'adsorbimento a scapito delle basi di scambio vere e proprie (calcio, magnesio, potassio, sodio) e provoca un rilascio di queste nella soluzione circolante, esponendole maggiormente all'azione di dilavamento. I terreni acidi hanno pertanto un basso grado di saturazione basica a causa della carenza di basi di scambio adsorbite sulla superficie dei colloidi.
Il secondo aspetto consiste nell'instaurazione di un ambiente sfavorevole all'assorbimento radicale. Sotto pH 5,5 viene ostacolato l'assorbimento dell'azoto, del potassio, dello zolfo e del fosforo. In particolare, quest'ultimo subisce l'insolubilizzazione in quanto i residui dell'acido fosforico si combinano con gli idrossidi di ferro e alluminio (dotati di proprietà colloidale a carica elettropositiva) precipitando sotto forma di fosfati di ferro e alluminio. Migliora invece l'assorbimento del ferro e, con reazione non eccessivamente acida, del rame, dello zinco, del manganese e del boro.
Il terzo aspetto è di natura fisica, ma comporta conseguenze che intensificano i problemi di fertilità dei terreni acidi. Il basso tasso di saturazione basica fa sì che questi terreni siano poverissimi in calcio, la cui presenza si ha soprattutto con reazione neutra o basica. La presenza del calcio sul complesso di scambio ha un effetto stabilizzante sulla flocculazione dei colloidi e, quindi, miglioratore della struttura del terreno. La struttura dei terreni acidi è invece instabile a causa della maggiore percentuale di idrogeno e alluminio; nel tempo provoca un'alterazione dei minerali primari con perdita di silice e formazione di minerali secondari che hanno una capacità di scambio più bassa, più adatta a condizioni di carenza di basi. Il risultato è un impoverimento cronico di basi, tipico dei suoli sottoposti a intenso dilavamento.
In definitiva gli svantaggi di una reazione acida si traducono in una fertilità chimica più bassa a causa della minore dotazione di elementi nutritivi e della minore mobilità di questi.

## Terreni alcalini
L'alcalinità del terreno si manifesta in modo sensibile a valori di pH superiori a 7,8-8. L'origine dell'alcalinità e i riflessi sotto l'aspetto pedologico e agronomico cambiano in riferimento al limite di pH 8,5. Sotto questo valore si parla di alcalinità costituzionale, tipica dei terreni calcarei, al di sopra si parla invece di alcalinità di assorbimento, tipica dei terreni sodici. Possono anche esserci terreni che hanno un pH non superiore a 8,5 la cui alcalinità è dovuta alla presenza del sodio; la caratteristica di questi terreni è quella di avere anche un'elevata salinità, perciò sono detti terreni salino-sodici o salino-alcalini. Questi suoli sono più comuni dei terreni sodici propriamente detti e presentano proprietà fisico-chimiche nettamente differenti.

### Alcalinità costituzionale
L'alcalinità costituzionale si identifica in una reazione moderatamente alcalina, con pH mai superiore a 8,4-8,5. La causa della reazione alcalina è un elevato tenore in calcare totale e, in particolare, di calcare attivo. Per questo motivo i terreni che manifestano alcalinità costituzionale sono detti comunemente terreni calcarei.
Per calcare totale si intende l'insieme dei carbonati presenti nel terreno, rappresentati per lo più da carbonati di calcio, magnesio, ferro, potassio e sodio. Fra questi prevale il calcare propriamente detto, composto dal carbonato di calcio, (CaCO3), insolubile, e dal bicarbonato di calcio, Ca(HCO3)2, solubile, mentre i carbonati dei metalli alcalini sono presenti in quantità poco rilevanti. Dal momento che la frazione solida è composta prevalentemente da carbonato neutro di calcio, sale insolubile, questa è sostanzialmente inerte e il suo ruolo si manifesta solo in tempi molto lunghi con la lenta disgregazione delle particelle. Una certa attività chimica si ha però nell'interfaccia di contatto fra soluzione circolante e particelle di calcare: l'azione congiunta dell'anidride carbonica e dell'acqua determina una parziale solubilizzazione per formazione di bicarbonato di calcio:
{\displaystyle {\ce {CaCO3 + H2O + CO2 -> Ca(HCO3)2}}}
L'incidenza macroscopica di questi processi di superficie dipende dalla superficie di sviluppo dell'interfaccia di contatto fra calcare totale e soluzione circolante e, in definitiva, dalla granulometria: se il calcare totale è prevalentemente composto da particelle grossolane che rientrano nelle classi dello scheletro, della sabbia e, in parte, del limo, la superficie di sviluppo è modesta e le reazioni d'interfaccia sono di scarsa rilevanza; se, invece, il calcare totale è prevalentemente composto da particelle che rientrano nelle classi dell'argilla e, soprattutto, nella frazione più fine del limo, la superficie di sviluppo è molto estesa e le reazioni d'interfaccia assumono un peso rilevante. Si definisce pertanto calcare attivo la frazione del calcare totale che compone le particelle più fini, sulle quali le reazioni di superficie hanno un peso consistente.
L'aumento del pH causato dall'alcalinità costituzionale è dovuto all'idrolisi alcalina del bicarbonato di calcio: essendo un sale composto da una base forte (idrossido di calcio) e un acido debole (l'acido carbonico), la presenza del bicarbonato di calcio nella soluzione acquosa instaura la formazione di equilibri multipli che riducono l'attività degli ioni idrogeno:
1. La dissociazione del sale in acqua libera ioni calcio e ioni carbonato acido (equilibrio completamente spostato a destra):
{\displaystyle {\ce {Ca(HCO3)2 (aq) <=> Ca^2+ + 2HCO3-}}}
2. La liberazione di ioni bicarbonato avvia l'equilibrio di dissociazione dell'acido carbonico, spostato verso la forma non dissociata trattandosi di un acido debole:
{\displaystyle {\ce {HCO3^{+}H+<=>CO2+H2O}}}
3. La riduzione dell'attività degli ioni idrogeno sposta verso la dissociazione il prodotto ionico dell'acqua, con liberazione di altri ioni idrogeno e ioni idrossido:
{\displaystyle {\ce {H2O <=> H+ + OH-}}}
L'insieme dei tre equilibri si rappresenta con la seguente equazione:
{\displaystyle {\ce {Ca(HCO3)2 (aq) + H^+ <=> Ca^2+ + CO2 + H2O + OH-}}}
Come si può osservare, la solubilizzazione del calcare determina un abbassamento della concentrazione degli ioni H+ e un aumento di quella degli ioni OH− e conseguente aumento del pH. Di fatto nella soluzione si ha la comparsa di idrossido di calcio, una base. Poiché l'idrossido di calcio è una base moderatamente forte il pH non raggiunge valori particolarmente elevati, da cui deriva la moderata alcalinità dei terreni calcarei.
Ai processi chimici che coinvolgono la soluzione circolante e l'interfaccia di superficie del calcare si aggiungono i processi di scambio che coinvolgono l'interfaccia di contatto fra il complesso di scambio e la soluzione circolante:
- l'aumento del pH si traduce in un aumento della dissociazione acida dei colloidi elettronegativi (minerali argillosi e humus) e, quindi, della capacità di scambio cationico;
- l'aumento della concentrazione di calcio nella soluzione circolante si traduce in una maggiore competizione di questo nei confronti degli ioni idrogeno adsorbiti sul complesso di scambio, perciò si avrà l'adsorbimento del calcio e il rilascio di ioni idrogeno nella soluzione circolante; di conseguenza si ha anche un aumento del tasso di saturazione in basi.

In definitiva la presenza di calcare attivo nel suolo instaura un lento processo di alcalinizzazione, al quale si oppone temporaneamente il potere tampone del complesso di scambio con lo scambio fra calcio e ioni idrogeno. La presenza di un'alta dotazione di calcare attivo, però, esaurisce nel tempo il potere tampone e al termine del processo pedogenetico si forma un terreno a reazione alcalina e con tasso di saturazione in basi dell'ordine del 100%, con larga prevalenza del calcio scambiabile.
Sotto l'aspetto pratico, i riflessi dell'aumento di pH per alcalinità costituzionale sono di due tipi. Il primo è di natura fisico-meccanica: la presenza di un'alta percentuale di calcio nel complesso di scambio rende stabile la flocculazione dei colloidi, con formazione di una buona struttura di tipo glomerulare. I terreni calcarei si presentano in genere ben strutturati, soffici, di facile lavorazione, purché sia adottata una tecnica che preservi lo stato strutturale del terreno. Il secondo è di natura chimico-nutrizionale: l'aumento del pH e fenomeni di antagonismo si riflettono sulla nutrizione minerale interferendo con l'assorbimento di diversi elementi nutritivi in senso positivo o, più in generale, negativo:
- Aumenta sensibilmente la disponibilità del molibdeno, di cui si avvantaggiano in particolare le Brassicacee e le Leguminose.
- Si riduce sensibilmente, a causa dell'insolubilizzazione, l'assorbimento del fosforo, del ferro, del manganese, del rame, dello zinco e del boro.
- Si riduce l'assorbimento del potassio a causa dell'antagonismo esercitato dal calcio e dal magnesio. In diversi terreni calcarei si può arrivare anche alla carenza vera e propria di potassio perché non è trattenuto dal potere assorbente del terreno.
- L'assorbimento degli altri elementi nutritivi si mantiene sostanzialmente invariato con una leggera diminuzione delle condizioni ottimali (azoto) o un leggero miglioramento della disponibilità (calcio, zolfo).

I problemi maggiori si riscontrano nell'assorbimento del ferro e del fosforo. In merito al primo è notoria la sensibilità di alcune piante verso la clorosi ferrica, dovuta all'insolubilizzazione del ferro nei terreni calcarei (soprattutto vite e alcuni fruttiferi). La precipitazione del fosforo, nota come retrogradazione, è invece dovuta alla prevalenza della forma totalmente ionizzata (PO43-) che nei terreni calcarei si combina con il calcio formando fosfato tricalcico insolubile, Ca3(PO4)2. Il ricorso a concimazioni fosfatiche, anche usando concimi ricchi in fosforo ad alta solubilità, risolve il problema solo temporaneamente perché il pH sposta l'equilibrio dal fosfato monocalcico, solubile, al fosfato tricalcico:
{\displaystyle {\ce {Ca(H2PO4)2 + Ca^2+ + OH- <=> 2 CaHPO4 + H2O}}}
{\displaystyle {\ce {2 CaHPO4 + Ca^2+ + OH- <=> Ca3(PO4)2 v + H2O}}}
La reazione moderatamente alcalina dei terreni sub-basici e basici ha un'origine litologica ed è dovuta ad una marcata presenza di carbonati di calcio e magnesio, derivati dalla disgregazione di calcari, dolomie e marne. Può anche verificarsi una lenta alcalinizzazione conseguente all'apporto sistematico di acque carbonatiche in terreni a matrice non calcarea. In questo caso sarebbe più corretto parlare di alcalinità di assorbimento, tuttavia si riserva questo termine al processo di alcalinizzazione causato dai carbonati del sodio.

### Alcalinità di assorbimento
La reazione fortemente alcalina dei terreni alcalini propriamente detti (pH>8,5) è dovuta al frequente contatto del suolo con acque ricche di sali sodici di acidi deboli, in particolare carbonato di sodio (Na2CO3) e bicarbonato di sodio (NaHCO3). Condizioni di questo tipo si verificano spesso in zone desertiche o a marcata aridità stagionale e in prossimità dei litorali per contatto con acque salse o per deposito dei sali causato dalla forte evaporazione. L'alcalinità di assorbimento si accompagna in genere alla salinità, dovuta invece alla presenza di sali sodici di acidi forti (cloruro di sodio, solfato di sodio, ecc.) ma, come si è detto in precedenza, le proprietà di questi terreni differiscono marcatamente da quelle dei terreni sodici.
| Denominazione                           | pH    | Conducibilità (mS/cm) | ESP (%) |
| --------------------------------------- | ----- | --------------------- | ------- |
| Terreni salini (non sodici)             | > 8,5 | > 4                   | < 15    |
| Terreni alcalini (sodici)               | < 8,5 | < 4                   | > 15    |
| Terreni salino-alcalini (salino-sodici) | ≤ 8,5 | > 4                   | > 15    |

#### Terreni sodici
L'alcalinità di assorbimento dei terreni sodici si riassume nelle seguenti caratteristiche:
- La soluzione circolante contiene rilevanti quantità di carbonato e bicarbonato di sodio.
- La concentrazione salina della soluzione circolante non è elevata, perché è complessivamente inferiore all'1‰. Di conseguenza la conducibilità elettrica ha valori relativamente bassi, sempre inferiori a 4 mS/cm.
- Il pH ha valori elevati, sempre superiori a 8,5, spesso compresi fra pH 9 e pH 11.
- Il complesso di scambio contiene un'elevata percentuale di sodio adsorbito (Na scambiabile).

La causa dell'elevato valore del pH risiede nell'idrolisi salina dei carbonati di sodio. Con un procedimento analogo a quello visto per l'idrolisi salina del bicarbonato di calcio, quella del bicarbonato di sodio può essere riassunta dalla seguente equazione:
{\displaystyle {\ce {NaHCO3 (aq) + H+ <=> Na+ + CO2 + H2O + OH-}}}
L'elevata percentuale di sodio scambiabile è dovuta all'adsorbimento di una parte degli ioni sodio fino alla completa saturazione dei colloidi. In genere nei terreni alcalini è presente anche una certa percentuale di calcio e magnesio scambiabili, tuttavia questi ioni sono difficilmente rilasciati a causa della maggiore affinità che hanno nei confronti del complesso di scambio rispetto al sodio. Ai fini pratici è di particolare importanza il rapporto quantitativo fra ioni sodio e capacità di scambio totale, da cui dipendono strettamente le proprietà fisico-meccaniche dei terreni sodici. Il parametro che misura questo rapporto è l'ESP, acronimo di Exchangeable Sodium Percentage (Percentuale di sodio scambiabile):
{\displaystyle ESP={\frac {[Na^{+}]}{CSC}}\cdot 100}
dove [Na+] è la concentrazione degli ioni sodio estratti dal complesso di scambio e CSC la capacità di scambio cationico, entrambe espresse in meq/100g.
La determinazione della percentuale di sodio scambiabile è laboriosa ed è facilmente soggetta ad errori, in quanto sul risultato interferisce l'eventuale presenza di cloruro di sodio e di silicati di sodio. Attualmente si preferisce determinare un altro indice, il SAR, acronimo di Sodium Adsorption Ratio (Rapporto di adsorbimento del sodio):
{\displaystyle SAR={\frac {[Na^{+}]}{\sqrt {\frac {[Ca^{2+}+Mg^{2+}]}{2}}}}}
dove [Na+] e [Ca2+ + Mg2+] sono le concentrazioni di ioni sodio e di ioni alcalino-terrosi determinate nell'estratto saturo ed espresse in mmol/l. Il Sodium adsorption ratio e l'Exchangeable sodium percentage sono fra loro legati da una relazione empirica (US Salinity Laboratory, 1954) che permette perciò la stima dell'ESP sulla base del valore determinato del SAR:
{\displaystyle ESP={\frac {100\cdot (-0,0126+0,01475\cdot SAR)}{1+(-0,0126+0,01475\cdot SAR)}}}
Secondo l'U.S. Salinity Laboratory Staff, sono terreni sodici quelli che hanno pH maggiore di 8,5, conducibilità elettrica inferiore a 4 mS/cm e percentuale di sodio scambiabile (ESP) superiore a 15 (Tabella 2). Questa definizione, come in generale la classificazione dei terreni salsi riportata in tabella, è largamente condivisa nella letteratura.
L'alta percentuale di sodio scambiabile e l'elevato pH si manifestano con effetti, per la maggior parte negativi, su tutte le proprietà (fisiche, meccaniche, biologiche) che caratterizzano la fertilità del terreno.
In merito alle proprietà chimiche si altera la disponibilità di molti elementi nutritivi nella forma assimilabile, con conseguenze dirette sulla nutrizione minerale: calcio e magnesio sono pressoché immobilizzati per la difficoltà di rimozione dal complesso di scambio e, soprattutto, per la loro precipitazione sotto forma di carbonati neutri; praticamente insolubili sono tutti i microelementi, con l'eccezione del boro e del molibdeno; si riduce inoltre l'assorbimento dell'azoto mentre migliora quello dello zolfo, del potassio e del fosforo. Lo stato strutturale in genere è all'origine di una difficoltà di drenaggio che predispone questi suoli ai ristagni persistenti, con possibili conseguenze sul potenziale di ossiriduzione e sullo stato di ossidazione di alcuni elementi (denitrificazione e riduzione dei solfati). Infine, il pH elevato aumenta la solubilità dell'humus rendendolo più mobile lungo il profilo.
Il pH elevato deprime l'attività microbica, in particolare quella dei funghi, e ne altera la composizione riferita ai gruppi funzionali. Un altro effetto non trascurabile è l'insorgenza di fenomeni di fitotossicità causati dal sodio e dai borati. L'eventuale riduzione dei solfati, in condizioni di abbassamento del potenziale redox, è inoltre causa di fitotossicità da solfuri.
Gli altri effetti sono determinati per lo più dall'elevata percentuale di sodio scambiabile. Lo ione sodio, essendo molto idratato, favorisce la formazione di uno strato d'idratazione dei colloidi più spesso; inoltre, la presenza di una sola carica elettrica fa in modo che non possa fare da ponte elettrostatico fra due particelle colloidali, come avviene nel caso del calcio e del magnesio; la presenza del sodio crea perciò condizioni favorevoli per la dispersione dei colloidi e la distruzione della struttura.
La facilità di dispersione dei colloidi è all'origine di tutti gli aspetti negativi che si manifestano in modo macroscopico in questi suoli. L'humus e le argille sono sottoposti a lisciviazione accumulandosi nell'orizzonte di illuviazione (B). Si verifica perciò una forte differenziazione delle proprietà lungo il profilo. Lo strato superficiale, di 10-20 cm, praticamente privo di colloidi è incoerente e friabile. In condizioni di umidità elevata è fangoso, plastico e impermeabile, mentre in condizioni di siccità forma una crosta superficiale profondamente fessurata per la formazione di una pseudostruttura a blocchi; l'assenza di colloidi lo predispone all'erosione. A causa della degradazione della struttura la porosità si riduce sensibilmente rendendo più difficili i movimenti dell'acqua nel terreno e creando le condizioni per i ristagni persistenti e condizioni asfittiche. Infine, in condizioni di saturazione l'humus e i sali vengono disciolti e tendono a migrare in superficie determinandone la colorazione scura alla quale si accompagnano spesso le efflorescenze dei sali trasportati. Da questa proprietà deriva il nome comunemente dato a questi suoli dagli anglosassoni (black alkali soils).
In definitiva i suoli alcalini hanno condizioni di abitabilità quasi proibitive per la maggior parte delle specie agrarie, rendendo problematico se non del tutto impossibile l'esercizio dell'agricoltura.

#### Terreni salino-sodici
Detti anche terreni salino-alcalini, sono dotati di elevati valori sia nella concentrazione salina (conducibilità elettrica superiore a 4 mS/cm) sia nella percentuale di sodio scambiabile (ESP superiore a 15). Il pH non raggiunge mai i valori elevati dei terreni sodici perché non supera il limite di pH 8,5. Spesso ha però valori inferiori, intorno a pH 8. Poiché salinità e alcalinità traggono spesso origine dalle stesse cause, questi suoli sono anche i più diffusi nel contesto dei terreni salsi.
La salinità è dovuta alla presenza di altri sali, di sodio, calcio e magnesio che si accompagnano ai carbonati di sodio. In particolare sono presenti cloruri e solfati; questi ultimi, combinati con il calcio e con il magnesio possono abbassare sensibilmente il pH. Nel complesso i terreni salino-sodici manifestano proprietà simili a quelle dei terreni salini, mascherando gli effetti negativi dell'alto tenore in sodio scambiabile, perciò gli aspetti negativi si individuano principalmente nel basso valore del potenziale idrico dovuto alla tensione osmotica.
Dal punto di vista agronomico, pur trattandosi di terreni difficili, hanno una migliore vocazione rispetto ai terreni sodici propriamente detti, soprattutto in relazione alle migliori condizioni per la nutrizione minerale e al miglior stato strutturale del terreno. L'eventuale rimozione della salinità, per dilavamento, peggiora le proprietà di questi suoli in quanto li trasforma in terreni sodici.

## Coltivazione nei terreni a reazione anomala
Una reazione anomala del terreno non lo esclude dall'utilizzo ai fini agricoli, tuttavia è un fattore che ne riduce la vocazione agronomica, perciò si dovranno adottare accorgimenti che servono a ridurre lo svantaggio rispetto ai terreni neutri. Questi ultimi sono in generale i migliori terreni in cui fare agricoltura, perché lasciano un ampio margine di libertà nelle scelte relative alla specie da coltivare e alla tecnica da adottare. L'allontanamento dalle condizioni ottimali comporta dei vincoli che impongono scelte restrittive e più oculate. In teoria è anche possibile attuare la correzione del pH, ma spesso tali interventi sono poco efficaci perché contrastati dal potere tampone, perché non rimuovono la causa ed esercitano perciò un effetto temporaneo e, soprattutto, si rivelano poco convenienti sotto l'aspetto economico. La strada più seguita è, perciò, quella di un adattamento della tecnica agricola alle condizioni contestuali.

### Gestione dei terreni acidi
Il principale difetto dei terreni acidi consiste nella scarsa dotazione di elementi nutritivi e nella difficoltà di assorbimento di alcuni di essi. Finché i valori si mantengono al di sopra di pH 5, buona parte dei problemi si risolve curando la tecnica della concimazione e scegliendo specie agrarie acidofile (Tabella 4). Sotto pH 5 le condizioni diventano proibitive per la maggior parte delle colture, perciò è consigliabile ricorrere alla correzione, con l'apporto di calce o di calcare finemente macinato. La resistenza offerta dal potere tampone è notevole, perciò l'obiettivo da raggiungere con la correzione è un innalzamento del pH di 1-1,5 unità in modo da realizzare condizioni di più facile approccio.
Nei terreni acidi è raccomandato l'uso di concimi costituzionalmente o fisiologicamente neutri o basici (Tabella 3). L'impiego di concimi acidi può peggiorare nel tempo le condizioni abbassando ulteriormente il pH.
| Categorie di concimi | Concimi acidi                           | Concimi neutri   | Concimi basici                                      |
| -------------------- | --------------------------------------- | ---------------- | --------------------------------------------------- |
| Azotati              | Solfato ammonico Urea                   | Nitrato ammonico | Nitrato di sodio Nitrato di calcio Calciocianammide |
| Fosfatici            | Perfosfato semplice                     |                  | Perfosfato triplo Scorie Thomas                     |
| Potassici            | Solfato di potassio Cloruro di potassio |                  | Salino potassico                                    |
| Azoto-fosfatici      | Fosfato monoammonico Fosfato biammonico |                  |                                                     |
| Azoto-potassici      |                                         |                  | Nitrato di potassio                                 |

### Gestione dei terreni calcarei
Il principale difetto dei terreni calcarei consiste nella ridotta fertilità a causa dell'immobilizzazione di alcuni elementi nutritivi. Tale difetto è lieve nei terreni moderatamente calcarei, mentre si manifesta in modo più intenso al di sopra di pH 8. In generale la scelta migliore è quello di orientare l'indirizzo produttivo verso le colture basofile, in particolare quelle che si avvantaggiano di un'alta dotazione in calcio. Diverse colture infatti manifestano tutta la loro potenzialità produttiva proprio nei terreni calcarei.
La concimazione può risolvere i problemi solo in parte: ad esempio, le condizioni per la nutrizione fosfatica possono essere migliorate ricorrendo a moderate e frequenti concimazioni fosfatiche con l'impiego di concimi ad alto titolo in fosforo solubile; molto utile è anche la concimazione localizzata perché è stato riscontrato che la concentrazione dei granuli di concime rallentano la retrogradazione. Per i microelementi è altamente raccomandata la somministrazione per via fogliare e in generale per tutti i casi in cui sussistono fenomeni di antagonismo fra elementi.
Altri accorgimenti sono possibili in contesti specifici. Ad esempio, nei suoli calcarei autoctoni sono sconsigliate le lavorazioni profonde e, in particolare, quelle che provocano inversione o rimescolamento degli strati; in questo modo si evita l'incorporazione nello strato attivo di altro materiale calcareo. Per alcuni fruttiferi sensibili alla clorosi ferrica, infine, è possibile aggirare il problema scegliendo portinnesti resistenti al calcare; è il caso, ad esempio, della vite e del pero, per i quali esistono portinnesti molto resistenti.
La correzione si può effettuare incorporando nel terreno zolfo o gesso. Il primo correttivo è più efficace ma proibitivo sotto l'aspetto economico, il secondo ha un minore effetto acidificante, ma può essere conveniente in zone in cui è di facile reperibilità. In genere, però, la correzione dei terreni calcarei è piuttosto ardua a causa dell'elevato potere tampone esercitato dal calcare attivo e si preferisce lasciare le condizioni attuali adattando la tecnica.
Nei terreni calcarei è altamente raccomandato l'uso di concimi costituzionalmente o fisiologicamente neutri o acidi (Tabella 3).

### Gestione dei terreni sodici
I problemi associati ai terreni sodici sono causati per lo più dall'elevata percentuale di sodio nel complesso di scambio. L'unica soluzione tecnicamente efficace è quella di rimuovere il sodio dal complesso di scambio con la somministrazione dei correttivi. L'impiego dei correttivi si fonda su due reazioni di scambio che allontanano il sodio dai colloidi e dai carbonati con formazione di sali di sodio a reazione neutra. L'azione dei correttivi si può ricondurre ad una delle seguenti reazioni:
1. Sottrazione del sodio dai carbonati per scambio semplice: si ottiene con l'impiego di un acido. Il correttivo è l'acido solforico oppure lo zolfo, che nel terreno subisce l'ossidazione ad acido solforico da parte dei solfobatteri:
{\displaystyle Na_{2}CO_{3}+H_{2}SO_{4}\longrightarrow H_{2}O+CO_{2}+Na_{2}SO_{4}}
2. Sottrazione del sodio dai carbonati per scambio doppio: si ottiene con l'impiego di un sale calcico di un acido forte, come il solfato di calcio e il cloruro di calcio. L'equilibrio dello scambio doppio è spostato verso destra grazie alla precipitazione del carbonato di calcio.
{\displaystyle CaSO_{4}+Na_{2}CO_{3}\leftrightharpoons Na_{2}SO_{4}+CaCO_{3}\downarrow }
3. Sottrazione del sodio dai colloidi: si ottiene indifferentemente con l'impiego di un acido oppure di un sale calcico di un acido forte. In entrambi i casi i cationi liberati (ioni idrogeno o ioni calcio) competono con il sodio e grazie alla maggiore affinità tendono a sostituirlo nel complesso di scambio
{\displaystyle 2Arg-Na+H_{2}SO_{4}\longrightarrow 2Arg-H+Na_{2}SO_{4}}
{\displaystyle 2Arg-Na+CaSO_{4}\longrightarrow {\binom {Arg}{Arg}}-Ca+Na_{2}SO_{4}}
Analoghi risultati si possono ottenere anche impiegando i solfati di ferro e alluminio.
La correzione dei terreni sodici in realtà è spesso sconveniente a causa dell'elevato costo dei correttivi (es. acido solforico, zolfo, cloruro di calcio). Anche nel caso di materiali relativamente economici, come ad esempio il gesso, l'intervento può rivelarsi oneroso per le ingenti quantità di materiale da incorporare. L'altro problema è rappresentato dalla causa dell'alcalinità: l'intervento correttivo ha una durata temporanea se non si rimuovono a monte le cause che hanno determinato l'accumulo del sodio nel terreno. Questo è in genere possibile ricorrendo alla bonifica idraulica per colmata integrata da un efficiente sistema di drenaggio. L'onere di questi interventi fa sì che spesso i terreni alcalini siano esclusi dall'utilizzo agronomico e in genere solo in aree marginali del pianeta si utilizzano per il pascolamento sfruttando la vegetazione alofita presente.
Un cenno particolare va fatto alla bonifica idraulica. In teoria è possibile rimuovere il sodio dal complesso di scambio ricorrendo al dilavamento con l'impiego di acque carbonatiche o acque salse che abbiano un SAR inferiore a quello del suolo. La sommersione continua del terreno provoca una graduale sostituzione del sodio dal complesso di scambio da parte del calcio; nello stesso tempo le condizioni di saturazione provocano la lisciviazione dei carbonati di sodio. Nella pratica questo tipo d'intervento è particolarmente lungo e oneroso e si può attuare solo con l'intervento pubblico, il quale si pone anche finalità sociopolitiche oltre che economiche. I terreni sottoposti alla bonifica per colmata possono essere nel frattempo utilizzati con colture adatte al particolare contesto, come ad esempio il riso, che si adatta alla coltivazione in terreno sommerso e resiste ad elevate percentuali di sodio scambiabile.
A integrazione degli interventi di correzione si possono adottare le seguenti direttive:
- Coltivazione di specie tolleranti ad alte percentuali di sodio scambiabile. Sono adatte allo scopo il già citato riso, ma anche la barbabietola, il cotone, il pomodoro, l'erba medica, che tollerano valori di ESP dell'ordine di 40-60 o, ancora meglio, diverse Agropyron sp., utilizzabili come foraggere, tolleranti valori di ESP superiori al 60%.
- Impiego di concimi fisiologicamente acidi. In particolare si prestano a questo scopo il solfato potassico, il cloruro potassico e, soprattutto, il perfosfato semplice: quest'ultimo infatti contiene considerevoli quantità di solfato di calcio, per cui, oltre all'azione acidificante svolge anche un'azione correttiva, anche se blanda.

### Gestione dei terreni salino-sodici
In generale questi terreni si possono correggere ricorrendo al dilavamento, che permette l'allontanamento sia dei sali neutri sia dei carbonati di sodio. Questo intervento però peggiora le proprietà perché trasforma questi suoli in terreni sodici richiedendo successivamente l'impiego di un correttivo. Dal momento che i difetti dei terreni salino-sodici sono preferibili a quelli dei terreni sodici non salini e che la possibilità di scelte tecniche è più ampia, su questi terreni in genere non si ricorre ad alcun intervento correttivo.

## Esigenze e adattamento delle piante
| Coltura                  | pH del terreno | pH del terreno | pH del terreno | pH del terreno | pH del terreno | pH del terreno | pH del terreno | pH del terreno | pH del terreno |
| ------------------------ | -------------- | -------------- | -------------- | -------------- | -------------- | -------------- | -------------- | -------------- | -------------- |
| Coltura                  | 4,5            | 5,0            | 5,5            | 6,0            | 6,5            | 7,0            | 7,5            | 8,0            | 8,5            |
| Ortensia (fiori azzurri) |                |                |                |                |                |                |                |                |                |
| Azalea                   |                |                |                |                |                |                |                |                |                |
| Cotone                   |                |                |                |                |                |                |                |                |                |
| Mirtillo                 |                |                |                |                |                |                |                |                |                |
| Fragola                  |                |                |                |                |                |                |                |                |                |
| Avena                    |                |                |                |                |                |                |                |                |                |
| Fagiolo                  |                |                |                |                |                |                |                |                |                |
| Patata                   |                |                |                |                |                |                |                |                |                |
| Trifoglio ibrido         |                |                |                |                |                |                |                |                |                |
| Tabacco                  |                |                |                |                |                |                |                |                |                |
| Vite                     |                |                |                |                |                |                |                |                |                |
| Orzo                     |                |                |                |                |                |                |                |                |                |
| Riso                     |                |                |                |                |                |                |                |                |                |
| Soia                     |                |                |                |                |                |                |                |                |                |
| Veccia                   |                |                |                |                |                |                |                |                |                |
| Pomodoro                 |                |                |                |                |                |                |                |                |                |
| Trifoglio incarnato      |                |                |                |                |                |                |                |                |                |
| Zucchino                 |                |                |                |                |                |                |                |                |                |
| Agrumi                   |                |                |                |                |                |                |                |                |                |
| Carota                   |                |                |                |                |                |                |                |                |                |
| Cavoli                   |                |                |                |                |                |                |                |                |                |
| Cetriolo                 |                |                |                |                |                |                |                |                |                |
| Mais                     |                |                |                |                |                |                |                |                |                |
| Melo                     |                |                |                |                |                |                |                |                |                |
| Pero                     |                |                |                |                |                |                |                |                |                |
| Pesco                    |                |                |                |                |                |                |                |                |                |
| Segale                   |                |                |                |                |                |                |                |                |                |
| Sorgo                    |                |                |                |                |                |                |                |                |                |
| Trifoglio ladino         |                |                |                |                |                |                |                |                |                |
| Frumento                 |                |                |                |                |                |                |                |                |                |
| Olivo                    |                |                |                |                |                |                |                |                |                |
| Spinacio                 |                |                |                |                |                |                |                |                |                |
| Cipolla                  |                |                |                |                |                |                |                |                |                |
| Lattuga                  |                |                |                |                |                |                |                |                |                |
| Ortensia (fiori bianchi) |                |                |                |                |                |                |                |                |                |
| Trifoglio violetto       |                |                |                |                |                |                |                |                |                |
| Asparago                 |                |                |                |                |                |                |                |                |                |
| Erba medica              |                |                |                |                |                |                |                |                |                |
| Fava                     |                |                |                |                |                |                |                |                |                |
| Ortensia (fiori rosa)    |                |                |                |                |                |                |                |                |                |
| Sulla                    |                |                |                |                |                |                |                |                |                |
|                          | 4,5            | 5,0            | 5,5            | 6,0            | 6,5            | 7,0            | 7,5            | 8,0            | 8,5            |

Le piante manifestano differenti esigenze in fatto di pH. Alcune si adattano a reazioni tendenti all'acidità, altre a reazioni tendenti all'alcalinità, altre ancora, la maggior parte, sono sostanzialmente neutrofile. Non mancano infine le specie che non presentano particolari esigenze e sono perciò indifferenti alla reazione del terreno.
Si dicono ossifile le specie adattate a reazioni acide, anossifile quelle adattate a reazioni alcaline, alofite quelle adattate ad un elevato tenore in sodio.

### Piante agrarie e pH
Come si è visto, la correzione della reazione è un intervento spesso difficile da realizzare con risultati significativi oppure è proibitivo per gli elevati costi. L'agricoltura pertanto si orienta sull'adozione di tecniche che circoscrivono gli effetti negativi della reazione anomala ma, in generale, tende più ad adattarsi alla realtà operativa piuttosto che a modificarla.
Il primo accorgimento tecnico da adottare su un terreno a reazione anomala è, naturalmente, quello della scelta di specie agrarie che mostrano un migliore adattamento, in grado di dare prestazioni migliori su questi terreni. Questa scelta è tanto più vincolata quanto più la reazione del terreno si discosta dai valori normali, dal momento che la maggior parte delle piante agrarie predilige i suoli neutri o moderatamente acidi o basici. La correzione del terreno in genere si prefigge lo scopo di ampliare la gamma di scelta portando il pH a valori più accettabili mentre è del tutto improbabile l'obiettivo di spostarne il valore di 3-4 unità.
La tabella 4 riassume le esigenze di una serie di specie agrarie in relazione al pH. La tabella ha solo un valore orientativo in quanto nell'ambito di una stessa coltura si possono avere esigenze e adattamenti diversi in funzione della cultivar o di altri fattori (ad esempio il portinnesto nel caso di piante legnose).
Come si può osservare la maggior parte delle colture citate in tabella si adatta a terreni neutri o provvisti di una moderata acidità. Sotto pH 5,5 e sopra pH 7,5 molte di queste colture manifestano stati di sofferenza, perciò è preferibile optare su specie rispettivamente ossifile o anossifile. Alcune specie manifestano esigenze piuttosto strette, altre mostrano invece una spiccata versatilità, come ad esempio l'olivo: questa specie predilige i terreni tendenti alla neutralità o leggermente basici, tuttavia si adatta bene anche sui terreni tendenzialmente acidi e su quelli prettamente calcarei e, caso alquanto raro fra le piante arboree, tollera anche i suoli salino-sodici. Come si è detto in precedenza, però, un intervento correttivo mirato a spostare di 1-1,5 unità il pH terreno può migliorare sensibilmente le condizioni operative e permette di ampliare la gamma di coltivazioni fra cui scegliere.
Un cenno particolare va fatto sulla vite e il pero: queste colture prediligono suoli subacidi o neutri, manifestando una spiccata sofferenza sui terreni calcarei, tuttavia l'impiego di portinnesti specifici permette la coltivazione anche su terreni a reazione alcalina.
Un comportamento singolare è quello dell'Ortensia: questa pianta ornamentale è indifferente al pH e tollera una gamma molto ampia che va dai suoli prettamente acidi a quelli alcalini. La sua risposta tuttavia cambia secondo il pH: sui substrati acidi forma infiorescenze di colore azzurro, sui substrati neutri forma infiorescenze di colore bianco o molto pallido, mentre con reazione alcalina forma infiorescenze di colore rosa o purpureo.

### Vegetazione spontanea e pH
La vegetazione spontanea è un indice della reazione del terreno e, talvolta, la presenza di determinate specie o di associazioni vegetali permette di individuare senza ambiguità una reazione acida o alcalina.
I lupini spontanei, le eriche, i rododendri, diverse felci, il mirtillo, indicano una reazione acida, in quanto trattasi di piante ossifile. Al contrario, la sulla, la liquirizia e altre leguminose, segnalano una reazione moderatamente basica, tipica dei terreni calcarei.
Diverse chenopodiacee e alcune graminacee segnalano una reazione fortemente alcalina, tipica dei terreni sodici oppure una reazione alcalina tipica dei terreni salino-sodici e rientrano perciò nel gruppo delle piante alofite. Fra queste si segnalano anche le tamerici, arbusti resistenti sia all'alcalinità sia alla salinità.
Non mancano le piante spontanee indifferenti alla reazione del suolo e che possono ritrovarsi indifferentemente sia su suoli acidi sia su suoli calcarei: sono tali ad esempio l'elicriso e il rosmarino; queste due specie sono rappresentative di un numeroso gruppo di piante spontanee dell'ambiente mediterraneo che vegetano indifferentemente su formazioni rocciose costiere sia di natura calcarea sia di natura granitica o scistosa.